# Iris Junio
Iris Junio Mbulito (Las Palmas de Gran Canaria, Canarias, 26 de marzo de 1999) es una jugadora de baloncesto española. Con 1,82 metros de estatura, jugaba en la posición de base. Es hija de la exbaloncestista ecuatoguineana Puri Mbulito.

## Trayectoria
Formada en la cantera del C. B. Islas Canarias de su ciudad natal, el 10 de octubre del año 2013 con tan solo 14 años y 198 días hizo su debut en el equipo de la Liga Femenina de Baloncesto de España, convirtiéndose así en la baloncestista más joven de la historia en jugar un partido profesional de cualquier competición de baloncesto.
En agosto de 2021, mientras jugaba en la Universidad de Arizona State de la NCCA, varias lesiones sucesivas la obligaron a dejar el baloncesto, hasta que en 2023 volvió a jugar en el Spar Gran Canaria.  Un año más tarde se incorporó al IDK Euskotren.